# Peachtree City MOBA
Peachtree City MOBA é um time americano de futebol com sede em Peachtree City, Geórgia, Estados Unidos. Fundada como uma academia de futebol em 2013, a equipe joga na USL League Two, a quarta divisão do Sistema de ligas de futebol dos Estados Unidos .

## História
A MOBA Soccer Academy, de propriedade de Volker Harms, foi premiada com uma franquia na Premier Development League em 15 de janeiro de 2016. O novo complexo da academia da equipe possui um centro de treinamento coberto, com vestiários, salas de aula, salas de reuniões e uma sala de musculação. O complexo também possui dois campos de regulamentação da FIFA, com capacidade para até 1.000 torcedores.
Em 20 de janeiro de 2016, foi anunciado que o ex-jogador do Atlanta Silverbacks, Jordan Davis, seria nomeado técnico do Peachtree City MOBA.  A primeira partida do clube foi em 14 de maio de 2016, uma derrota por 2–1 para o Mississippi Brilla . O primeiro gol da história do clube foi marcado por Alex Rotoloni.  O MOBA conquistou sua primeira vitória no segundo jogo do ano contra o Tri-Cities Otters FC, com um placar final de 2–1. Ambos os gols foram marcados por Omar Jarun.
A primeira vitória do MOBA foi em 22 de junho de 2016, em uma vitória por 2–1 também contra o Tri-Cities, com um gol aos 86 minutos de Omar Jarun e um gol nos acréscimos de Jessey Hein.  Peachtree City terminou sua temporada inaugural com 3 vitórias, 9 derrotas e 2 empates, 6º na Divisão do Atlântico Sul.
Após a temporada de 2016, o técnico Jordan Davis deixou o time e o proprietário Volker Harms assumiu as funções de técnico.  A temporada de 2017 marcou a primeira temporada em que o Peachtree City MOBA chamou o MOBA Soccer Stadium de sua casa oficial, já que o estádio foi concluído em março de 2017. A temporada de 2017 da PDL  foi muito ruim para Peachtree City. Começando o ano com uma derrota por 6-1 nas mãos de Nashville SC U23, o MOBA começou uma seqüência de cinco derrotas consecutivas. O MOBA não conseguiu sua primeira vitória até 21 de junho, quando Michael Brezovsky marcou o gol da vitória aos 84 minutos fora de casa contra o Nashville. Isso deu início a uma sequência de sucesso para o MOBA, onde eles foram 1-1-1 nos próximos três, mas o MOBA cairia em suas três últimas partidas para fechar o ano, duas vezes para South Georgia Tormenta FC 6–3 e 2–0, respectivamente, e uma vez para o SC United Bantams por 4–0 no final da temporada, terminando em 2–10–2 e 11º na tabela da Divisão do Atlântico Sul.
Antes dos testes para a temporada de 2018, em 21 de novembro de 2017, o MOBA anunciou algumas mudanças em sua equipe técnica: Omar Jarun foi promovido a gerente, o ex-atacante Jamaican International e das Puerto Rico Islanders Football Club Nicholas Addlery foi contratado como assistente e o ex goleiro Felipe Quintero, do Atlanta Silverbacks, foi contratado como treinador de goleiros. A liga também anunciou no início de 2018 que Peachtree City, junto com outros clubes selecionados da Divisão do Atlântico Sul, se tornariam membros fundadores da nova Divisão Sul Profundo na Conferência Sul.

## Estádio

### Starr's Mill Stadium
O plano original do Peachtree City MOBA era começar a jogar no MOBA Soccer Academy da MOBA Soccer Stadium, o estádio de 1.000 lugares na Rodovia 74. No entanto, foi anunciado em 11 de março de 2016 na página do clube no Facebook que, devido a um atraso de chuva, o estádio não seria concluído a tempo e os jogos de 2016 teriam que ser transferidos para o estádio de futebol da Starr's Mill High School até mais aviso prévio.

### MOBA Soccer Stadium
O Peachtree City MOBA anunciou em março de 2017 que a construção do novo estádio de futebol havia sido concluída. O estádio de 1.000 lugares apresenta um campo de grama artificial regulamentado pela FIFA, com assentos para torcedores na lateral noroeste e um grande placar na lateral sudeste. A equipe jogou sua primeira partida da temporada regular no novo estádio em 20 de maio de 2017, uma derrota por 2 a 0 para o Mississippi Brilla.

## Rivalidades

### Tormenta FC
A temporada 2016 do PDL marcou a temporada inaugural do Peachtree City MOBA e do Tormenta FC, equipe sediada em Statesboro . O Diretor de Operações da Premier Development League, Todd Eason, declarou: "Acreditamos que a segunda adição da liga na Geórgia neste período de entressafra criará rapidamente uma rivalidade entre o Peachtree City MOBA e o Tormenta FC."  A esperança de uma rivalidade, apelidada de Georgia PDL Clasico pelo comentarista da transmissão ao vivo do MOBA Sam Ellis, parecia estar se concretizando quando as duas equipes se enfrentaram pela primeira vez em 3 de junho de 2016, em uma partida em que o MOBA acabou vencendo por 1–0 com um gol de Iain Smith aos 67 minutos. Mais tarde naquela temporada, os dois se encontraram novamente em Peachtree City em uma partida que terminou em um empate 3-3, incluindo dois gols de Todd Fidler do MOBA em sua primeira partida. Tormenta obteve sua primeira vitória na série em 3 de julho de 2017, quando Jad Arslan registrou um hat-trick para impulsionar Tormenta a uma vitória por 6–3 na estrada.  Tormenta FC lidera a série 2–2–1 de todos os tempos.